# Laura Allende Gossens

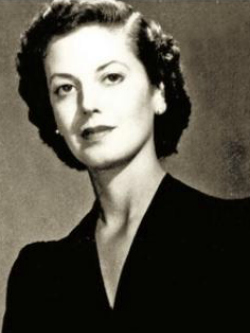
Laura Allende Gossens

Laura Allende Gossens (ur. 3 września 1911 w Valparaiso, zm. 23 maja 1981 w Hawanie) – chilijska polityk, siostra prezydenta Salvadora Allende Gossensa. 
Była córką Salvadora Allende Castro i Laury Gossens Uribe. Ukończyła Kolegium Najświętszych Serc w Valparaiso i Liceum w Viña del Mar, następnie podjęła studia prawnicze na Uniwersytecie Chile w Santiago, przerwała je jednak na czwartym roku. W czasie studiów wstąpiła do młodzieżówki Socjalistycznej Partii Chile, wkrótce potem weszła w skład władz naczelnych partii. Poślubiła Gastona Pascala Lyon – owocem związku była czwórka dzieci (Pedro, Marianne, Denise i Andrés). W latach 1955–1965 pracowała w Departamencie ds. Miedzi (późniejszym Konsorcjum Górnictwa Miedzi). W 1965 roku została wybrana deputowaną z okręgu 7 (Santiago de Chile) – jako deputowana należała do Komisji: Spraw Zagranicznych, Gospodarki, Dróg i Robót Publicznych, Konstytucyjnej, Legislacji i Sprawiedliwości, Pracy i Opieki Społecznej, Edukacji Publicznej i Ekonomii oraz Odbudowy. Została powtórnie wybrana w 1969 roku i 1973 roku. Po puczu 11 września 1973 i rozwiązaniu Kongresu (21 września 1973) została uwięziona 2 listopada 1974 roku wraz z córką Marianne. Obie były przetrzymywane w obozie Cuatro Álamos. Została wypuszczona i zmuszona do opuszczenia Chile – wyjechała najpierw do Meksyku a w 1976 na Kubę, gdzie zmarła. 28 sierpnia 1988 roku jej ciało sprowadzono do Chile i pochowano w grobowcu rodzinnym na Cmentarzu Generalnym w Santiago.